# Sanrao
Sanrao (kinesiska: 三饶) r en köping i sydöstra  Kina. Den ligger i Raoping härad i staden Chaozhou i provinsen Guangdong, omkring 370 kilometer öster om provinshuvudstaden Guangzhou. Antalet invånare är 47 366. Befolkningen består av 23 432 kvinnor och 23 934 män. Barn under 15 år utgör 21,0 %, vuxna 15-64 år 69 %, och äldre över 65 år 8,0 %.